# 제1사단 (영연방)
영연방 제1사단(1st Commonwealth Division)은 1951년 ~ 1954년 동안 한반도에 주둔하고 한국 전쟁에서 활약한 주한영연방군의 사단으로, 영국 육군, 캐나다 육군, 오스트레일리아 육군 보병과 뉴질랜드 육군 포병, 그리고 인도 육군 의료 부대로 구성된 다국적 군사 조직이었다.
1950년 8월, 제27보병여단이 한반도에 도착하였다. 뒤이어 9월 오스트레일리아 왕립 연대 제3대대, 그리고 1951년 1월 프린세스 패트리샤 캐나다 경보병연대 제2대대 참전하였다. 1951년 4월 제27보병여단은 제28보병여단으로 재편되었다. 제29보병여단은 1950년 11월에 도착하였으며, 그리고 캐나다 제25보병여단은 요코하마를 통해 1951년 5월에 도착하였다. 1951년 7월, 마침내 영국, 캐나다, 오스트레일리아, 뉴질랜드, 그리고 인도등 한반도에 도착한 영국 연방 5개국의 모든 파병부대가 모여 제1영연방사단이 창설되었다.
제임스타운 전선에 사단 본부를 두었으며, 미국 제1군단의 일원이었다. 그리고 각 부대는 미국 제1기병사단과, 미국 제3보병사단, 미국 제25보병사단, 대한민국 제1보병사단에 배속되어 참전하였다. 카트콤들 중 일부가 제1사단에 편입되어 전투를 수행하였다.
사단은 한국 전쟁이 휴전된 이후, 1954년에 해체되었다.

## 부대의 편성 및 배치
- 사단 본부 및 본부중대
- 왕립통신군단
  - 사단 통신, 1951년 7월 ~ 1953년 7월
- 포병
  - 왕립포병
    - 제11(스핑크스)포대; 1951년 7월 ~ 11월
    - 제14야전연대; 1951년 11월 ~ 1952년 10월
    - 제20야전연대; 1952년 12월 ~ 1953. 7월
    - 제42연대; 1953년 12월
    - 제42경대공포대; 1951년 11월 ~ 1952년 2월
    - 제45야전연대;  1951년 7월 ~ 11월
    - 제61경야전연대; 1952년 1월 ~ 1953. 7월
    - 제120경대공포대; 1951년 10월 ~ 1952년 12월
    - 제170경포대; 1951년 7월 ~ 11월
    - 제1903독립항공관측감시대Flight; 1951년 7월 ~ 1953년 7월

  - 오스트레일리아 왕립 포병
    - 제16야전연대; 1950년 12월 ~ 1953년 7월 - 제28보병여단 지원

  - 왕립캐나다기마포병
    - 제1연대; 1952년 5월 ~ 1953년 4월
    - 제2연대; 1951년 7월 ~ 1952년 5월
    - 제81야전연대; 1953년 4월 ~ 1953년 7월
- 왕립공병
  - 제2야전연대; 1951년 7월 ~ 7월
  - 제64야전연대, Park편대; 1951년 7월 ~ 1953년 7월
- 기갑
  - 왕립기갑군단
    - 왕의 제8왕립아일랜드후사르; 1951년 7월 ~ 1951년 12월
    - 제7왕립전차연대, C전대; 1951년 7월 ~ 1951년 10월
    - 제5왕립에니스킬렌용기병근위대, 1951년 12월 ~ 1952년 12월
    - 제1왕립전차연대; 1952년 12월 ~ 12월
    - 제5왕립전차연대; 1953년 12월 ~

  - 캐나다 왕립 기갑군단
    - 스트라스코나 공작의 기마대
      - A전대; 1953년 12월 ~
      - B전대; 1952년 6월 ~ 1953년 5월
      - C전대; 1951년 5월 ~ 1952년 6월
- 의료
  - 왕립육군의무대
    - 제26구급대; 1950. 12월 ~ ?

  - 왕립캐나다육군의무대
    - 제25야전구급대; 1951년 5월 ~ 1952년 4월
    - 제25캐나다야전치료부서, 1951년 7월 ~ ?
    - 제37야전구급대; 1952년 4월 ~ 1953년 5월
    - 제38야전구급대; 1953년 5월 ~ ?

  - 인도 육군 제60공수야전의무대, 1950년 11월 ~ 1953년 8월
- 제25캐나다보병여단; 1951년 5월 ~ 1954년 12월
  - 프린세스 패트리샤 캐나다 경보병연대
    - 제2대대; 1950년 12월 ~ 1951년 11월
    - 제1대대; 1951년 10월 ~ 1952년 11
    - 제3대대; 1952년 10월 ~ 1953년 10월

  - 캐나다 왕립 연대
    - 제2대대; 1951년 5월 ~ 1952년 4
    - 제1대대; 1952년 4월 ~ 1953년 3월
    - 제3대대; 1953년 3월 ~ 1954년 3월

  - 왕립 제22연대
    - 제2대대; 1951년 5월 ~ 1952년 4월
    - 제1대대; 1952년 4월 ~ 1953년 4월
    - 제3대대; 1953년 4월 ~ 1954년 4월
- 제27보병여단 (1951년 4월 제28영연방보병여단으로 재편)
  - 미들섹스 연대, 1대대
  - 아르길 서덜랜드 하이랜더스, 1대대
  - 프린세스 패트리샤 공주 캐나다 경보병연대, 2대대; 1950년 12월 – 1951년 4월
  - 오스트레일리아 왕립 연대, 3대대; 1950년 9월 – 1951년 4월
  - 뉴질랜드 제16포병연대; 1951년 1월 – 1951년 4월
  - 제60인도야전구급대
- 제28영연방보병여단
  - 왕의 스코티시 국경대, 제1대대
  - 왕의 슈롭셔 경보병, 제1대대
  - 왕립 푸질러, 제1대대
  - 더럼 경보병, 제1대대
  - 오스트레일리아 왕립 연대
    - 제3대대; 1950년 9월 ~ 1953년 2월
    - 제1대대; 1952년 3월 ~ 1953년 3월
    - 제2대대; 1953년 3월 17일 ~ 3월 27일
- 제29보병여단
  - 왕립 노설벌랜드 푸질러, 제1대대
  - 글로스터셔 연대, 제1대대
  - 왕립 울스터 라이플, 제1대대
  - 왕립 노퍽 연대, 제1대대
  - 레스터셔 연대, 제1대대
  - 웰치 연대, 제1대대
  - 블랙 와치, 제1대대
  - 왕의 연대, 제1대대
  - 월밍턴 공작의 연대, 제1대대
  - 왕립 스카우트, 제1대대

| 국가           | 피해 사항 | 피해 사항 | 피해 사항 | 피해 사항 | 피해 사항 |
| 국가           | 사망자    | 부상자    | 실종자    | 전쟁포로  | 합계      |
| -------------- | --------- | --------- | --------- | --------- | --------- |
| 뉴질랜드       | 23        | 79        | 1         | -         | 103       |
| 영국           | 1078      | 2,674     | 179       | 977       | 4,908     |
| 오스트레일리아 | 339       | 1,216     | 3         | 26        | 1,584     |
| 캐나다         | 312       | 1,212     | 1         | 32        | 1,557     |
| 항목별 합계    | 1,752     | 5,181     | 212       | 1,035     | 9,187     |

## 역대 지휘관

### 사단장
1. 소장, 제임스 카셀스, 1951년 7월 28일 ~ 1952년 9월 7일
2. 소장, 미카엘 웨스트, 1952년 9월 7일 ~ 1953년
3. 소장, 호라티우스 뮤레이, 1953년 ~ 1954년

### 사단 포병대장
1. 여단장, 윌리엄 파이크, 1951년 7월 ~ 1952년
2. 여단장, G. 그레지슨, 1952년

## 같이 보기
- 6.25 전쟁
- 카트콤
- 6.25 전쟁 기간 영국의 군사사
- 6.25 전쟁 기간 뉴질랜드의 군사사